# فريد المجري (منتج ومخرج)
فريد المجري هو منتج ومخرج ومدير معهد جوته في لوس أنجلوس. معهد جوته هو المعهد الثقافي الرسمي لجمهورية ألمانيا الاتحادية، ولديه فروع في جميع أنحاء العالم. شغل فريد المجري مناصب سابقة كمدير لمعهد جوته في لبنان (بيروت) والأراضي الفلسطينية (رام الله)، بالإضافة إلى مناصب متعددة في موسكو وميونخ. وفي عامي 1995 و1996 كان أستاذًا زائرًا في جامعة كونيتيكت. شارك فريد حين ترأس فرع معهد في رام الله في انتاج وإخراج المسلسل التلفزيوني مطب الذي تدور أحداثه في رام الله بالضفة الغربية، ويعتبر المسلسل أول مسلسل يتم إنتاجه في فلسطين ويتناول مشكلات الحياة اليومية ويمس موضوعات محرمة داخل المجتمع.